# رود شینگو
 رود شینگو رودی است به آمازون می‌ریزد. این رود از کشور برزیل می‌گذرد.